# Antopal

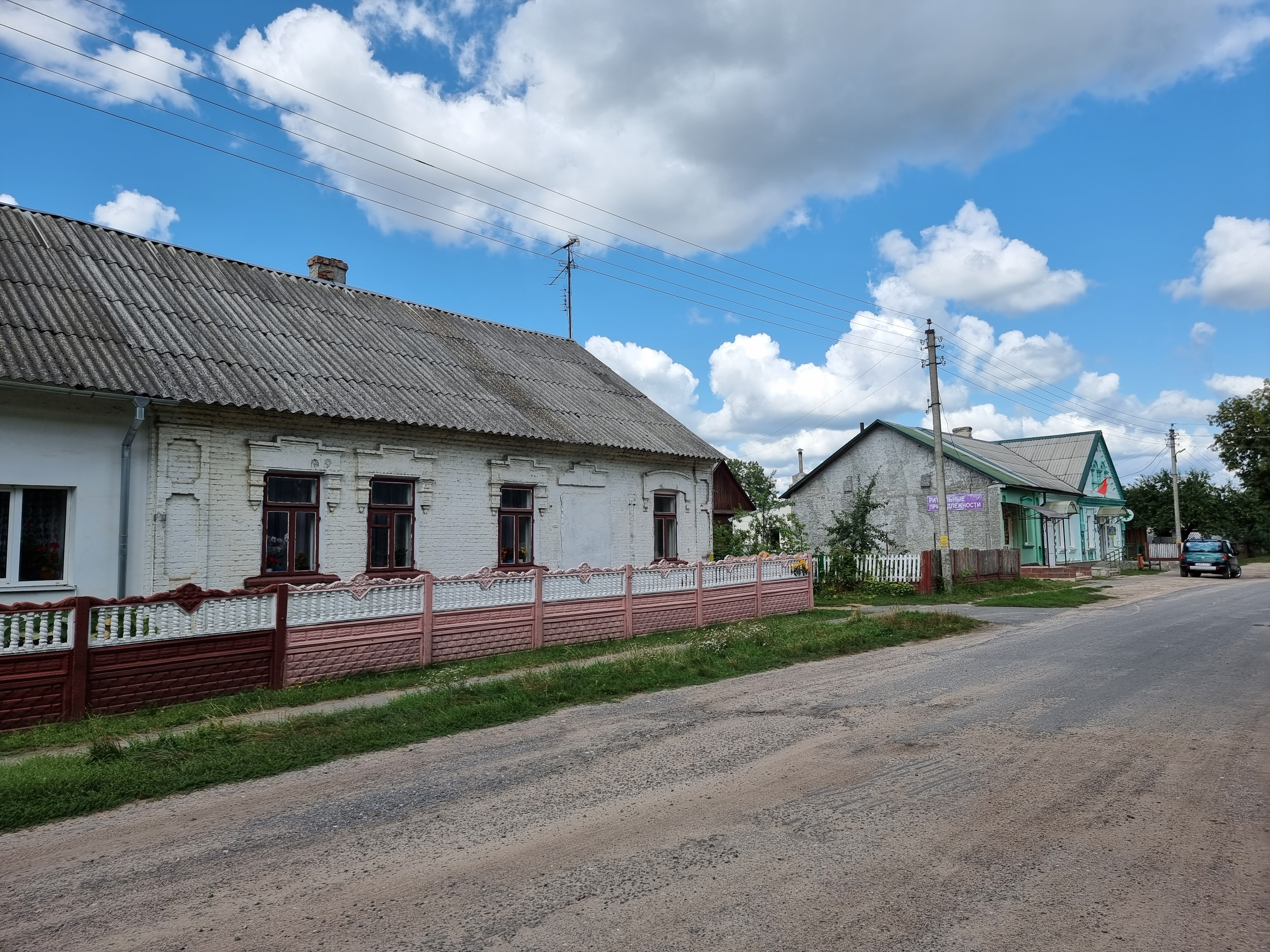
Straße in Antopal

Antopal (belarussisch Антопаль, russisch Антополь, polnisch Antopol) ist eine Siedlung städtischen Typs im Rajon Drahitschyn in der Breszkaja Woblasz in Belarus. Antopal ist das administrative Zentrum des Passawets Antopal. Die Bevölkerungszahl ist seit Jahrzehnten im Abnehmen begriffen, sie lag 1989 bei 2517 und betrug im Jahre 2016 1417 Personen. Die Postleitzahl ist 225850. Die Ortschaft ist durch eine Eisenbahnlinie mit dem Gebietszentrum Brest verbunden.
Bis zum 8. August 1959 war Antopal das administrative Zentrum des gleichnamigen Rajons, nach der Auflösung des Rajons Antopal wurde die Ortschaft in den Rajon Drahitschyn eingegliedert.